# كازونوري ياماموتو
كازونوري ياماموتو (باليابانية: 山本一徳؛ بالكانا: やまもと かずのり) هو لاعب كرة قاعدة ياباني، ولد في 13 يونيو 1983 في ياسوغي في اليابان.

## وصلات خارجية
- كازونوري ياماموتو على موقع الدوري الياباني لكرة القاعدة (الإنجليزية)
- كازونوري ياماموتو على موقعبيزبول رفرنس.كوم (الدوري الثانوي) (الإنجليزية)